# Radical Dreamers -無法盜取的寶石-
《Radical Dreamers -無法盜取的寶石-》（中国大陆主标题又译作）是史克威爾開發，並於1996年面向超級任天堂衛星數據機外設Satellaview發行的視覺小說。《Radical Dreamers》是時空系列遊戲《超時空之鑰》（1995年）的外傳作品，講述基德、塞爾吉、盖尔三人盗贼团潜入猞猁王宅邸盗取寶石「冰冻之炎」的故事。游戏以文字形式展开，以主人公塞爾吉的第一人稱叙述推进，玩家需要从选择肢中作出选择。
《Radical Dreamers》制作爲为三月，有《时空之轮》编剧加藤正人监督游戏并撰写主要剧本，同樣參與《时空之轮》配乐的光田康典作曲。評論稱讚遊戲的故事和音樂。本作是加藤1999年作品《穿越时空》的原形游戏。2022年，《穿越时空》于Microsoft Windows、任天堂Switch、PlayStation 4和Xbox One平台再版，其中收录了《Radical Dreamers》。

## 玩法

遊戲以文字形式展開，玩家要從分支中作出選擇

如同音聲小說式冒險遊戲，《Radical Dreamers -無法盜取的寶石-》以文字形式展开，以由主人公塞爾吉以第一人稱视角叙述給玩家。故事中會出現選擇肢；根據玩家的選擇，角色會前往新區域、遭遇新事件或角色，或因之前選擇有誤而再次選擇。戰鬥同樣以文字选择肢形式展开，如在「戰鬥」「魔法」「逃跑」中選擇，或面對「將小刀投向哥布林的胸膛！」和「迅速刺它的手！」等選項，部分選擇肢有隱藏的時間限制。塞爾吉有隱藏的生命值，遊戲會因生命值歸零而提前結束；生命值狀態可由對話反饋，並可通過各种事件回復（如發現藥品）。根据在戰鬥和事件中作出的选择，基德對主人公的好感度会变化。好感度會影響某些選擇的結果，並影響部分劇本的結局。对话中可以體現基德對塞爾吉的好感度。
《Radical Dreamers》配有简单的背景圖片和動畫，且大部分为昏暗的靜態背景，還用配樂和音效烘托氣氛。如同超時空之鑰系列其他遊戲，《Radical Dreamers》也有新遊戲+模式。玩家起初遊玩主线劇本，打通主线劇本后則可探索六個支綫劇本。支线剧本氛圍不一，如幽默风、恐怖风等。

## 情節
《Radical Dreamers -無法盜取的寶石-》講述盜賊團「Radical Dreamers」三名盜賊——少女基德、神秘魔法師蓋爾、樂師塞爾吉——月夜潛入猞猁王宅邸、盜取神秘寶石「冰凍之炎」的故事。遊戲以塞爾吉的視角展開。
遊戲主綫劇本是「基德 無法盜取的寶石篇」，本篇中猞猁王是邊境城市雷吉歐拉的貴族。三人潛入宅邸后從猞猁王養女莉迪爾口中得知，冰凍之炎本在蛇骨大佐手中，而莉迪爾則是蛇骨大佐的女兒；猞猁王爲奪取冰凍之炎將蛇骨大佐殺害，並收養了與冰凍之炎力量有關的莉迪爾。之後可得知：要想獲得力量，除「冰凍之炎」外還需要另一樣道具「時之卵」；時之卵曾在基德的收養者露卡（《超時空之鑰》主要角色）手中，而猞猁王爲奪取時之卵殺害了露卡。猞猁王已知曉基德本次行動，並在冰凍之炎存放處等着基德，企圖奪取她手上的時之卵。在與猞猁王戰鬥時，基德使用了時之卵的力量，引發時間扭曲並看到了自己的身世：她本是古代魔法王國吉尔的公主塞拉，擁有強大魔力的她被迫用魔力喚醒拉沃斯。在拉沃斯蘇醒毁滅王國時，冰凍之炎感受到她的悲傷，將她變爲嬰兒傳送到了現代，之後露卡發現了她。而蓋爾則是塞拉的弟弟。此時同樣尋找冰凍之炎的帕拉波利國的軍隊介入奪走寶石。遊戲以猞猁王逃走，基德和蓋爾與塞爾吉分別結束。
支綫劇本採用和主綫劇本無關的平行設定。六個支綫劇本的內容如下：
- 在「蓋爾，愛與勇氣的私奔篇」中，蓋爾的真實身份是麗迪爾的青梅竹馬蓋爾伯特。本章結局中，因蓋爾與麗迪爾逃出宅邸私奔，基德未能盜走寶石。
- 在「向日葵和基德篇」中，基德在宅邸外樹林中被向日葵形的曼德拉怪抓住，與之合體並失去意識。塞爾吉要設法將基德與怪物分離。本篇結局因玩家選擇而異，如以親吻救出基德，或用特殊小刀封印基德的靈魂。
- 在「激鬥消滅流星刑警篇」中，蓋爾的真實身份是宇宙刑警，猞猁王的真身是通緝犯火星魔術師，冰凍之炎是飛船的水晶融合爐。與猞猁王的決戰中，主人公破壞了冰凍之炎，但猞猁王還是騎著人力飛船逃走了。
- 在「回家·光之夏亞篇」中，基德取得冰凍之炎后被封印在宅邸中。曾收養基德的夏亞的靈魂出現，稱宅邸是猞猁王吸取靈魂的監獄。夏亞指引蓋爾用魔法摧毁冰凍之炎，徹底消滅了猞猁王。
- 在「迷之巨神兵器·帕達拉斯X篇」中，塞爾吉解放了被猞猁王封印的幻術師甘吉。在與猞猁王決戰時，甘吉召喚出巨神兵器帕達拉斯X幫助主角。消滅猞猁王后，甘吉寄宿到了強大水晶冰凍之炎中。
- 在「影之王國·死之女神篇」中，基德無意間召喚出了死之女神莉莉絲。當莉莉絲奪走基德的靈魂時，蓋爾亮出真身——追捕莉莉斯的影之王國獵人。遊戲結局因基德對塞爾吉的好感度而有所差異。

## 開發
《Radical Dreamers -無法盜取的寶石-》由《超時空之鑰》開發商史克威爾開發。編劇加藤正人認爲《超時空之鑰》的故事尚未了結，便在其發行后編寫了本作。他撰寫主綫劇情並創作支綫劇本大綱，其餘工作由同事完成。支綫劇本中，「蓋爾，愛與勇氣的私奔篇」和「影之王國·死之女神篇」由生田美和編寫，「向日葵和基德篇」由島本誠編寫，「激鬥消滅流星刑警篇」和「回家·光之夏亞篇」由種子島貴編寫，「迷之巨神兵器·帕達拉斯X篇」由福川大輔編寫。由於Satellaview的技術限制，遊戲劇本和畫面製作時都經過縮減。
《Radical Dreamers》屬於副業，故開發團隊相当自主。史克威爾最初僅給出兩個月的制作周期，加藤称这一时限无法完成游戏。最终加藤團隊用了三個月交付作品；加藤稱因開發周期緊張，《Radical Dreamers》最终面世以半成品面世。而與《超時空之鑰》的關聯則是項目後期才意識到的。
《Radical Dreamers》作曲者是光田康典——他亦参与此前《超時空之鑰》和之后《次元之旅》的配乐工作。光田當時正在聽俄羅斯传统音乐，并在创作《Radical Dreamers》配乐时借鉴了这一风格。光田用三周完成配乐工作。他以極爲放松的心态工作，且对成果很满意。

## 發行
史克威爾於1996年初公開了四款Satellaview遊戲，《Radical Dreamers -無法盜取的寶石-》即其中之一。遊戲於當年2月3日至2月9日、2月24日至3月1日間廣播兩周。廣播結束後，只有已將遊戲下載到卡匣的玩家才能遊玩。1999年，PlayStation移植版《超時空之鑰》製作組向加藤提議一並移植本作，但加藤以作品讀着尷尬爲由謝絕。2009年製作任天堂DS重制版《超時空之鑰》時，因故事發展方向衝突問題，重製版亦未收錄本作。加藤在採訪中表示，《Radical Dreamers》原樣發行未必理想，未來或可能改編后再發行。
史克威爾艾尼克斯於2022年2月宣佈，《超時空之鑰 次元之旅》高畫質重製版《超時空之鑰 次元之旅：Radical Dreamers版》將一並收錄本作。重制版於4月7日發行，對應Windows、任天堂Switch、PlayStation 4和Xbox One平臺。此係《Radical Dreamers》首次支援英文。

## 評價
Cubed3網站编辑Rudy Lavaux爲《Radical Dreamers -無法盜取的寶石-》打出8/10，稱讚遊戲氛圍和音樂運用出色。Chris Kohler在2004年書作《Power-Up: How Japanese Video Games Gave the World an Extra Life》中稱，光田在《Radical Dreamers》凱爾特風樂曲是《異域神兵》音樂的先行者。
《超時空之鑰 次元之旅：Radical Dreamers版》發行后，媒體再次評測了本作。Famitsu.com編輯巨人黑田稱，雖然來回走動多次到達目的地的設定對如今玩家不友好，但三名主角的故事相當引人入勝。IGN的Rebekah Valentine稱《Radical Dreamers》是重製版中最有價值的內容。兩篇評測均向老遊戲和超時空之鑰系列愛好者推薦遊戲。

## 影響
《Radical Dreamers -無法盜取的寶石-》的主綫劇本是《超時空之鑰 次元之旅》故事的雛形。加藤正人稱他們希望再次製作圓滿型態的《Radical Dreamers》，此即《次元之旅》。加藤希望完結基德和塞吉兩人的故事，是故塑造出《次元之旅》的主要情節。《次元之旅》中潛入蛇骨館等橋段直接套用了《Radical Dreamers》中的事件。他還在《次元之旅》中將《Radical Dreamers》的時間軸當作平行世界。加藤确认角色基尔是《超時空之鑰》中的魔王，且在之後的《次元之旅》中以阿爾法之名登場；而因《次元之旅》中玩家角色众多，难以表現魔王的故事，开发者另行创作了无关的神秘魔法师阿爾法。部分游戏主题曲依加藤的建议在《次元之旅》中继续使用。光田康典估计半数的音乐素材重新用于《次元之旅》。

## 外部連結
- 2022年移植版介紹頁 （页面存档备份，存于） （日語）